# Къдравата Сю
„Къдравата Сю“ или „Къдрокосата Сю“ (на английски: Curly Sue) е американска трагикомедия от 1991 година на режисьора Джон Хюз, който е също продуцент и сценарист на филма. Във филма участват Джеймс Белуши, Кели Линч и Алисън Портър. Това е последният филм, в който Хюз сам режисира и пише сценария  преди смъртта си през 2009 г. Това отбелява филмовия дебют на Стийв Карел.

## Актьорски състав
| Актьор            | Роля             |
| ----------------- | ---------------- |
| Джеймс Белуши     | Бил Денсър       |
| Кели Линч         | Грей Елисън      |
| Алисън Портър     | Къдравата Сю     |
| Джон Гец          | Уолтър Маккормик |
| Фред Томпсън      | Бърнард Оксбар   |
| Бранскомб Ричмънд | Албърт           |
| Гейл Богс         | Анси Хол         |
| Вивека Дейвис     | Трина            |
| Барбара Тарбък    | Госпожа Арнолд   |
| Джон Ащън         | Франк Арнолд     |
| Камерън Тор       | Сервитьорът      |
| Еди Маклърг       | Секретарката     |
| Стийв Карел       | Тесио            |
| Бърк Бърнс        | Доктор Максуел   |